# Juan Fernández de Navarrete

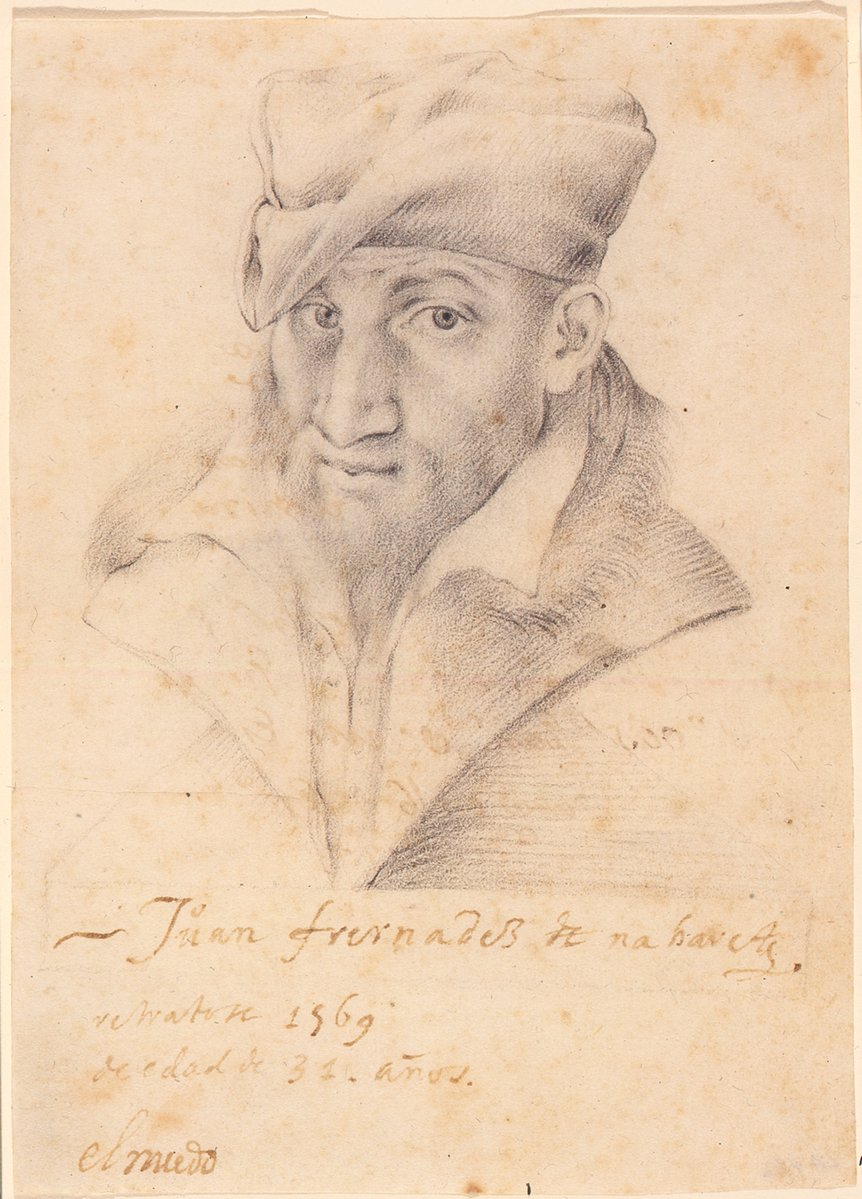
Juan Fernández de Navarrete.

Juan Fernández de Navarrete (* um 1526 in Logroño, Spanien; † 28. März 1579 in Toledo, Spanien), auch „el Mudo“ (der Stumme) war ein spanischer Maler der Spät-Renaissance.

## Biografie
Juan Fernández de Navarrete, genannt „el Mudo“, weil er gehörlos war, wurde als Sohn wohlhabender Eltern in Logroño geboren. Im Alter von drei Jahren verlor er die Fähigkeit zu sprechen. Sein gesamtes Leben sollte unter körperlichen Beschwerden geprägt sein. Bereits im Kindesalter begann er zu zeichnen. Ein Bruder des Klosters Jerónimo de la Estrella bei Logroño, wohin ihn seine Eltern in Obhut gegeben hatten, Fray Vicente de Santo Domingo, unterrichtete und förderte den jungen Maler.
1566 restaurierte er im El Escorial ein Gemälde von Tizian, dessen Schüler er in Italien ungesicherten Überlieferungen zufolge gewesen sein soll. Seinen Übernamen spanischer Tizian soll er bekommen haben, weil er dessen Farbtechnik und -wissen beherrschte. Der spanische König Philipp II. rief ihn zwei Jahre später als Hofmaler zu sich, als er sein Talent und Fähigkeiten erkannte. Er widmete seine Tätigkeit zumeist dem Escorial.

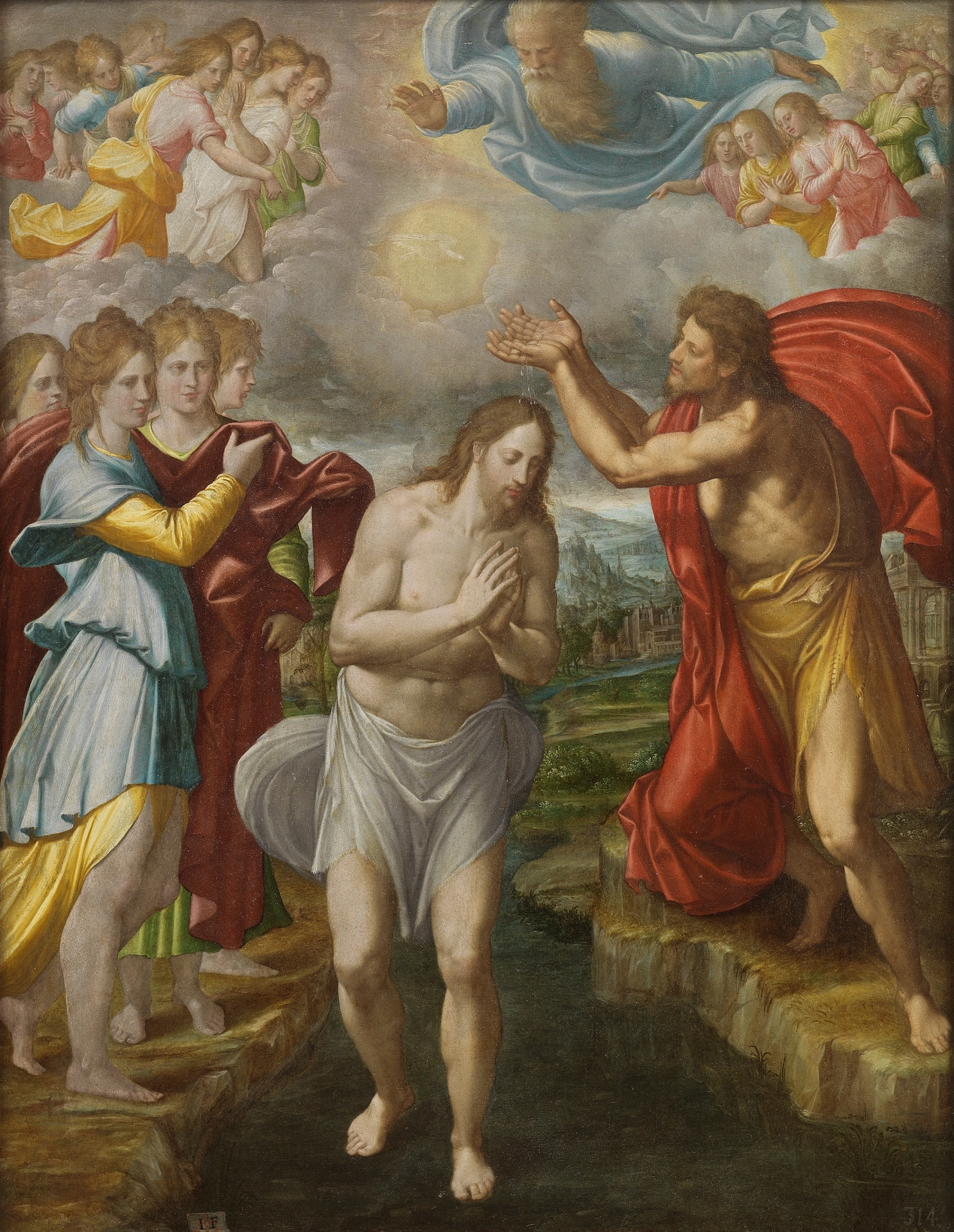
Taufe Jesu, 1567

Aufgrund einer Krankheit, die mehrere Jahre anhielt, war Navarrete gezwungen, dem Hof fernzubleiben. Erst 1571 konnte er zum El Escorial bei Madrid zurückkehren, wo er den wichtigsten Teil seines Werkes schuf. 1576 bekam er vom König den Auftrag, die Basilika San Lorenzo el Real de El Escorial mit über dreißig Gemälden auszustatten, von denen Navarrete allerdings nur noch acht Altarbilder vollenden konnte. Er starb am 28. März 1579 in Toledo.
Seine ersten, noch dort erhaltenen Bilder (der heilige Hieronymus von 1569, das Martyrium Jacobus’ des ältern, 1571) schlossen sich noch an den strengeren Stil der ältern italienischen und spanischen Schule an, welchen auch die früher gemalte Taufe Christi (Museum zu Madrid) zeigt. Der Einfluss Tizians offenbart sich erst stärker in der Geburt Christi, einer heiligen Familie und einer Geißelung Christi im Escorial (1571–1575). Außerdem besitzt das Escorial noch acht Bilder mit Aposteln und Evangelisten. Navarrete hat auf die technische Weiterentwickelung der spanischen Schule einen großen Einfluss ausgeübt.

## Sein Werk
In Navarretes Werk finden sich nur biblische und religiöse Motive. In dieser Thematik entfaltete er jedoch die Kraft realistischer Darstellungen und fand zu einer besonderen Synthese von mystischer Eingebung und charakteristisch-lebendiger Darstellung seiner Figuren. In der Lichtführung deutete sich bereits die spanische Chiaro-Scuro (Hell-Dunkel-Malerei) an. Über Navarrete erreichte der venezianische Einfluss Spanien. Die größte Sammlung seiner Werke befindet sich in El Escorial. Weitere Werke finden sich im Prado-Museum in Madrid.

## Werkauswahl
- Auffindung des toten Hl. Laurentius., vor 1575, Fresko.Escorial (bei Madrid), Claustro Alto.
- Heiligenaltar: Die Heiligen Andreas und Jacobus., 1577, Leinwand, 235×185 cm.Escorial (bei Madrid), Real Monasterio, S. Lorenzo.
- Heiligenaltar: Die Heiligen Barnabas und Martin, 1576–79, Leinwand, 235×185 cm.Escorial (bei Madrid), Real Monasterio, S. Lorenzo.
- Heiligenaltar: Die Heiligen Bartholomäus und Thomas, 1576–79, Leinwand, 235×185 cm.Escorial (bei Madrid), Real Monasterio, S. Lorenzo.
- Heiligenaltar: Die Heiligen Johannes d. E. und Matthäus, 1576–79, Leinwand, 235×185 cm.Escorial (bei Madrid), Real Monasterio, S. Lorenzo.
- Heiligenaltar: Die Heiligen Lukas und Markus, 1576–79, Leinwand, 235×185 cm.Escorial (bei Madrid), Real Monasterio, S. Lorenzo.
- Heiligenaltar: Die Heiligen Petrus und Paulus, 1577, Leinwand, 235×185 cm.Escorial (bei Madrid), Real Monasterio, S. Lorenzo.
- Heiligenaltar: Die Heiligen Philippus und Jacobus, 1576–79, Leinwand, 235×185 cm.Escorial (bei Madrid), Real Monasterio, S. Lorenzo.
- Heiligenaltar: Die Heiligen Simon und Judas, 1576–79, Leinwand, 235×185 cm.Escorial (bei Madrid), Real Monasterio, S. Lorenzo.